# 埼玉県立栗橋高等学校
埼玉県立栗橋高等学校（さいたまけんりつ くりはしこうとうがっこう）は、埼玉県久喜市伊坂に所在した公立の高等学校。略称は「栗高」（くりこう）。平成22年（2010年）4月1日、埼玉県立北川辺高等学校と再編統合。旧県立栗橋高等学校の所在地で新たに埼玉県立栗橋北彩高等学校として開校した。

## 設置学科
- 普通科

## 目指す学校像
- わからなかったことがわかるようになる喜びがあり、新しい可能性が発見できる学校

## 沿革
- 1975年 - 埼玉県立栗橋高等学校開校
- 2010年4月1日 - 旧埼玉県立北川辺高等学校と統合され、埼玉県立栗橋北彩高等学校として開校（所在地は旧県立栗橋高等学校）

## クラブ
- 陸上競技部
- 野球部
- サッカー部
- バスケットボール部
- バレーボール部
- 剣道部
- 弓道部
- バドミントン部
- 卓球部
- 登山部
- テニス部
- カヌー同好会
- 書道部
- 美術部
- 演劇部
- 物理部
- 茶道部
- 華道部
- 放送部
- 吹奏楽部
- 家庭科部
- 漫画研究会

## 交通
- 栗橋駅西口より徒歩10分